# Barrio Roberto Lückert
Roberto lücker es uno de los sectores que conforman la ciudad de Cabimas en el estado Zulia, Venezuela. Pertenece a la parroquia Germán Ríos Linares. Es nombrado en honor a Monseñor  Roberto Lückert León, quien fue el tercer obispo de la Diócesis de Cabimas y actual arzobispo de la Arquidiócesis de Coro, quien ayudó mucho a la consolidación del barrio.

## Ubicación
Se encuentra entre los sectores  12 de octubre al oeste (Av 32), Barrio Luis Fuenmayor al norte (carretera G), el Barrio Isabelino Palencia al este (Av 33) y el Barrio 19 de Abril al sur.

## Zona Residencial
La comunidad fue fundada en los años 1980's consolidándose posteriormente, es uno de los sectores más humildes de Cabimas.

## Transporte
Se puede llegar en Bello Monte.